# Enclave de Treviño
Pour les articles homonymes, voir Trevino.
 (décembre 2023).
Si vous disposez d'ouvrages ou d'articles de référence ou si vous connaissez des sites web de qualité traitant du thème abordé ici, merci de compléter l'article en donnant les références utiles à sa vérifiabilité et en les liant à la section « Notes et références ».
L'enclave de Treviño ou Trebiñu / Uda en basque appartient à la province de Burgos dans la communauté autonome de Castille-et-León. L'enclave, située dans la comarque de l'Èbre, est un district judiciaire de Miranda de Ebro, formée de deux municipalités, Comté de Treviño et La Puebla de Arganzón, et enclavée dans le sud de la province basque d'Alava. 
Divers mouvements militent fortement pour un rattachement à l'Alava. On trouve également des ikastolas et la présence de partis politiques basques majoritaires (ANV).

## Rattachement à la province d'Alava
En 1940, lors d'un référendum, 95,9 % de la population de Treviño exprima sa volonté d'être rattaché à la province basque d'Alava. Cependant, le général Francisco Franco rejeta les résultats du référendum sous prétexte que le district faisait partie historiquement de la province de Burgos.
En 1958, un nouveau référendum fut encore rejeté par le régime franquiste. En 1998, 68 % des habitants se sont prononcés en faveur d'un autre référendum sur le rattachement à la province d'Alava, mais le gouvernement de José María Aznar ne l'autorisa pas.

## La langue basque
Bien que le basque ait cessé d'être parlé dans l'enclave entre les XVIIe et XVIIIe siècles, au cours des dernières années, il a été introduit de nouveau, principalement en raison des mouvements de population de l'Alava et la création d'ikastolas qui enseignent dans cette langue.
L'enquête sociolinguistique sur l'état de la langue basque dans l'enclave de 2007, démontre que 13,5 % des habitants sont bilingues et 13 % des bilingues passifs. Dans l'étude 2012, la population bilingue atteint 22 % et 17 % de bilingues passifs. C'est une progression rapide et plus la proportion de bilingues est grande, plus la tranche d'âge est jeune. 